# Women's Herald Sun Tour 2018
La 1re édition du Women's Herald Sun Tour a lieu du 30 janvier 2018 au 31 janvier 2018, en Australie. La course fait partie du calendrier UCI féminin en catégorie 2.2. Elle est remportée par la cycliste amateur australienne Brodie Chapman.

## Équipes
| Équipes féminines professionnelles (10)- WaowDeals - Wiggle High5 - Mitchelton-Scott - Alé Cipollini - Cylance - Tibco-Silicon Valley Bank - Trek-Drops - Bepink - Virtu - Sho-Air Twenty20 Équipes nationales (2)- Nouvelle-Zélande - Australie |
| |

## Étapes
Le Women's Herald Sun Tour se dispute sur deux étapes pour un total de 125,1 km.
| Étape     | Date     | Villes étapes                 | type                        | Distance (km) | Vainqueur d'étape    | Leader du classement général |
| --------- | -------- | ----------------------------- | --------------------------- | ------------- | -------------------- | ---------------------------- |
| 1re étape | 30 janv. | Healesville – Healesville     | étape vallonnée             | 123,5         | Brodie Chapman       | Brodie Chapman               |
| 2e étape  | 31 janv. | Alexandra Gardens – Southbank | contre-la-montre individuel | 1,6           | Annemiek van Vleuten | Brodie Chapman               |

## Déroulement de la course

### 1reétape
Au kilomètre soixante, Jade Colligan attaque dans la côte d'Old Warburton. Elle est rejointe par Brodie Chapman. Dans la vallée qui suit, un groupe de poursuite les reprend. Il contient notamment Tiffany Cromwell qui porte toute comme Chapman le maillot de l'équipe nationale d'Australie ce jour-là. Dans la difficile ascension du Myers Creek, 7,6 km de long à 6,3 %, Brodie Chapman repart à l'offensive. Annemiek van Vleuten accélère plus tard, mais ses talents de descendeuse ne suffisent pas pour reprendre l'Australienne. Celle-ci, amateur et inconnue, s'impose avec huit secondes d'avance sur la Néerlandaise et plus d'une minute sur un peloton de vingt-neuf coureuses réglé par Chloe Hosking,.
| \| Classement de l'étape \| Classement de l'étape \| Classement de l'étape \| Classement de l'étape \| Classement de l'étape \| \| Coureuse \| Coureuse \| Pays \| Équipe \| Temps \| \| --------------------- \| --------------------- \| --------------------- \| ------------------------- \| --------------------- \| \| 1re \| Brodie Chapman \| Australie \| Australie \| 3 h 20 min 10 s \| \| 2e \| Annemiek van Vleuten \| Pays-Bas \| Mitchelton-Scott \| + 8 s \| \| 3e \| Chloe Hosking \| Australie \| Alé Cipollini \| + 1 min 02 s \| \| 4e \| Katrin Garfoot \| Australie \| Australie \| + 1 min 02 s \| \| 5e \| Giorgia Bronzini \| Italie \| Cylance \| + 1 min 02 s \| \| 6e \| Anouska Koster \| Pays-Bas \| WaowDeals \| + 1 min 02 s \| \| 7e \| Tiffany Cromwell \| Australie \| Australie \| + 1 min 02 s \| \| 8e \| Eva Buurman \| Pays-Bas \| Trek-Drops \| + 1 min 02 s \| \| 9e \| Alison Jackson \| Canada \| Tibco-Silicon Valley Bank \| + 1 min 02 s \| \| 10e \| Shannon Malseed \| Australie \| Tibco-Silicon Valley Bank \| + 1 min 02 s \| |                      |           |                           |                 |
| |                      |           |                           |                 |
| Source : ProCyclingStats |                      |           |                           |                 |
| Classement de l'étape |                      |           |                           |                 |
| Coureuse | Coureuse             | Pays      | Équipe                    | Temps           |
| 1re | Brodie Chapman       | Australie | Australie                 | 3 h 20 min 10 s |
| 2e | Annemiek van Vleuten | Pays-Bas  | Mitchelton-Scott          | + 8 s           |
| 3e | Chloe Hosking        | Australie | Alé Cipollini             | + 1 min 02 s    |
| 4e | Katrin Garfoot       | Australie | Australie                 | + 1 min 02 s    |
| 5e | Giorgia Bronzini     | Italie    | Cylance                   | + 1 min 02 s    |
| 6e | Anouska Koster       | Pays-Bas  | WaowDeals                 | + 1 min 02 s    |
| 7e | Tiffany Cromwell     | Australie | Australie                 | + 1 min 02 s    |
| 8e | Eva Buurman          | Pays-Bas  | Trek-Drops                | + 1 min 02 s    |
| 9e | Alison Jackson       | Canada    | Tibco-Silicon Valley Bank | + 1 min 02 s    |
| 10e | Shannon Malseed      | Australie | Tibco-Silicon Valley Bank | + 1 min 02 s    |

| \| Classement général \| Classement général \| Classement général \| Classement général \| Classement général \| \| Coureuse \| Coureuse \| Pays \| Équipe \| Temps \| \| ------------------ \| -------------------- \| ------------------ \| ------------------------- \| ------------------ \| \| 1re \| Brodie Chapman \| Australie \| Australie \| 3 h 20 min 00 s \| \| 2e \| Annemiek van Vleuten \| Pays-Bas \| Mitchelton-Scott \| + 12 s \| \| 3e \| Chloe Hosking \| Australie \| Alé Cipollini \| + 1 min 03 s \| \| 4e \| Alison Jackson \| Canada \| Tibco-Silicon Valley Bank \| + 1 min 11 s \| \| 5e \| Justine Barrow \| Australie \| \| + 1 min 12 s \| \| 6e \| Katrin Garfoot \| Australie \| Australie \| + 1 min 12 s \| \| 7e \| Rachel Neylan \| Australie \| Australie \| + 1 min 12 s \| \| 8e \| Tiffany Cromwell \| Australie \| Australie \| + 1 min 12 s \| \| 9e \| Grace Anderson \| Nouvelle-Zélande \| Nouvelle-Zélande \| + 1 min 12 s \| \| 10e \| Jeanne Korevaar \| Pays-Bas \| WaowDeals \| + 1 min 12 s \| |                      |                  |                           |                 |
| |                      |                  |                           |                 |
| Source : ProCyclingStats |                      |                  |                           |                 |
| Classement général |                      |                  |                           |                 |
| Coureuse | Coureuse             | Pays             | Équipe                    | Temps           |
| 1re | Brodie Chapman       | Australie        | Australie                 | 3 h 20 min 00 s |
| 2e | Annemiek van Vleuten | Pays-Bas         | Mitchelton-Scott          | + 12 s          |
| 3e | Chloe Hosking        | Australie        | Alé Cipollini             | + 1 min 03 s    |
| 4e | Alison Jackson       | Canada           | Tibco-Silicon Valley Bank | + 1 min 11 s    |
| 5e | Justine Barrow       | Australie        |                           | + 1 min 12 s    |
| 6e | Katrin Garfoot       | Australie        | Australie                 | + 1 min 12 s    |
| 7e | Rachel Neylan        | Australie        | Australie                 | + 1 min 12 s    |
| 8e | Tiffany Cromwell     | Australie        | Australie                 | + 1 min 12 s    |
| 9e | Grace Anderson       | Nouvelle-Zélande | Nouvelle-Zélande          | + 1 min 12 s    |
| 10e | Jeanne Korevaar      | Pays-Bas         | WaowDeals                 | + 1 min 12 s    |

### 2eétape
Sur ce très court contre-la-montre, Brodie Chapman s'élance avec douze secondes d'avance au classement général sur la championne du monde en titre et spécialiste des prologues Annemiek van Vleuten. Cette dernière remporte l'étape avec une seconde d'avance sur Katrin Garfoot. Brodie Chapman conserve la tête du classement général pour cinq secondes,.
| \| Classement de l'étape \| Classement de l'étape \| Classement de l'étape \| Classement de l'étape \| Classement de l'étape \| \| Coureuse \| Coureuse \| Pays \| Équipe \| Temps \| \| --------------------- \| --------------------- \| --------------------- \| -------------------------- \| --------------------- \| \| 1re \| Annemiek van Vleuten \| Pays-Bas \| Mitchelton-Scott \| 2 min 09 s \| \| 2e \| Katrin Garfoot \| Australie \| Australie \| + 2 s \| \| 3e \| Georgia Williams \| Nouvelle-Zélande \| Mitchelton-Scott \| + 2 s \| \| 4e \| Marlies Mejías \| Cuba \| Sho-Air Twenty20 \| + 4 s \| \| 5e \| Tiffany Cromwell \| Australie \| Australie \| + 4 s \| \| 6e \| Anouska Koster \| Pays-Bas \| WaowDeals \| + 4 s \| \| 7e \| Annette Edmondson \| Australie \| Wiggle High5 \| + 4 s \| \| 8e \| Grace Brown \| Australie \| Holden Team Gusto racing \| + 4 s \| \| 9e \| Kate McIlroy \| Nouvelle-Zélande \| Specialized women's racing \| + 6 s \| \| 10e \| Rachele Barbieri \| Italie \| Wiggle High5 \| + 6 s \| |                      |                  |                            |            |
| |                      |                  |                            |            |
| Source : ProCyclingStats |                      |                  |                            |            |
| Classement de l'étape |                      |                  |                            |            |
| Coureuse | Coureuse             | Pays             | Équipe                     | Temps      |
| 1re | Annemiek van Vleuten | Pays-Bas         | Mitchelton-Scott           | 2 min 09 s |
| 2e | Katrin Garfoot       | Australie        | Australie                  | + 2 s      |
| 3e | Georgia Williams     | Nouvelle-Zélande | Mitchelton-Scott           | + 2 s      |
| 4e | Marlies Mejías       | Cuba             | Sho-Air Twenty20           | + 4 s      |
| 5e | Tiffany Cromwell     | Australie        | Australie                  | + 4 s      |
| 6e | Anouska Koster       | Pays-Bas         | WaowDeals                  | + 4 s      |
| 7e | Annette Edmondson    | Australie        | Wiggle High5               | + 4 s      |
| 8e | Grace Brown          | Australie        | Holden Team Gusto racing   | + 4 s      |
| 9e | Kate McIlroy         | Nouvelle-Zélande | Specialized women's racing | + 6 s      |
| 10e | Rachele Barbieri     | Italie           | Wiggle High5               | + 6 s      |

## Classements finals

### Classement général final
| \| Classement général \| Classement général \| Classement général \| Classement général \| Classement général \| \| Coureuse \| Coureuse \| Pays \| Équipe \| Temps \| \| ------------------ \| -------------------- \| ------------------ \| ------------------------- \| ------------------ \| \| 1re \| Brodie Chapman \| Australie \| Australie \| 3 h 22 min 16 s \| \| 2e \| Annemiek van Vleuten \| Pays-Bas \| Mitchelton-Scott \| + 5 s \| \| 3e \| Chloe Hosking \| Australie \| Alé Cipollini \| + 1 min 03 s \| \| 4e \| Katrin Garfoot \| Australie \| Australie \| + 1 min 07 s \| \| 5e \| Georgia Williams \| Nouvelle-Zélande \| Mitchelton-Scott \| + 1 min 07 s \| \| 6e \| Anouska Koster \| Pays-Bas \| WaowDeals \| + 1 min 09 s \| \| 7e \| Tiffany Cromwell \| Australie \| Australie \| + 1 min 09 s \| \| 8e \| Alison Jackson \| Canada \| Tibco-Silicon Valley Bank \| + 1 min 10 s \| \| 9e \| Grace Brown \| Australie \| Holden Team Gusto racing \| + 1 min 10 s \| \| 10e \| Linda Villumsen \| Nouvelle-Zélande \| Virtu Cycling Women \| + 1 min 11 s \| |                      |                  |                           |                 |
| |                      |                  |                           |                 |
| Source : ProCyclingStats |                      |                  |                           |                 |
| Classement général |                      |                  |                           |                 |
| Coureuse | Coureuse             | Pays             | Équipe                    | Temps           |
| 1re | Brodie Chapman       | Australie        | Australie                 | 3 h 22 min 16 s |
| 2e | Annemiek van Vleuten | Pays-Bas         | Mitchelton-Scott          | + 5 s           |
| 3e | Chloe Hosking        | Australie        | Alé Cipollini             | + 1 min 03 s    |
| 4e | Katrin Garfoot       | Australie        | Australie                 | + 1 min 07 s    |
| 5e | Georgia Williams     | Nouvelle-Zélande | Mitchelton-Scott          | + 1 min 07 s    |
| 6e | Anouska Koster       | Pays-Bas         | WaowDeals                 | + 1 min 09 s    |
| 7e | Tiffany Cromwell     | Australie        | Australie                 | + 1 min 09 s    |
| 8e | Alison Jackson       | Canada           | Tibco-Silicon Valley Bank | + 1 min 10 s    |
| 9e | Grace Brown          | Australie        | Holden Team Gusto racing  | + 1 min 10 s    |
| 10e | Linda Villumsen      | Nouvelle-Zélande | Virtu Cycling Women       | + 1 min 11 s    |

### Points UCI
| Position           | 1er | 2e | 3e | 4e | 5e | 6e | 7e | 8e à 10e |
| Classement général | 40  | 30 | 25 | 20 | 15 | 10 | 5  | 3        |
| Par étape          | 8   | 5  | 3  | 1  |    |    |    |          |
| Leader, par étape  | 1   |    |    |    |    |    |    |          |

## Évolution des classements
| Étape              | Vainqueur            | Classement général · | Classement des sprints · | Classement de la montagne · | Classement de la meilleure jeune | Classement de la combative | Classement par équipes |
| ------------------ | -------------------- | -------------------- | ------------------------ | --------------------------- | -------------------------------- | -------------------------- | ---------------------- |
| 1                  | Brodie Chapman       | Brodie Chapman       | Chloe Hosking            | Brodie Chapman              | Grace Anderson                   | Brodie Chapman             | Australie              |
| 2                  | Annemiek van Vleuten | Brodie Chapman       | Chloe Hosking            | Brodie Chapman              | Jeanne Korevaar                  | non attribué               | Australie              |
| Classements finals | Classements finals   | Brodie Chapman       | Chloe Hosking            | Brodie Chapman              | Jeanne Korevaar                  | non attribué               | Australie              |